# Johann Baptist Jenger

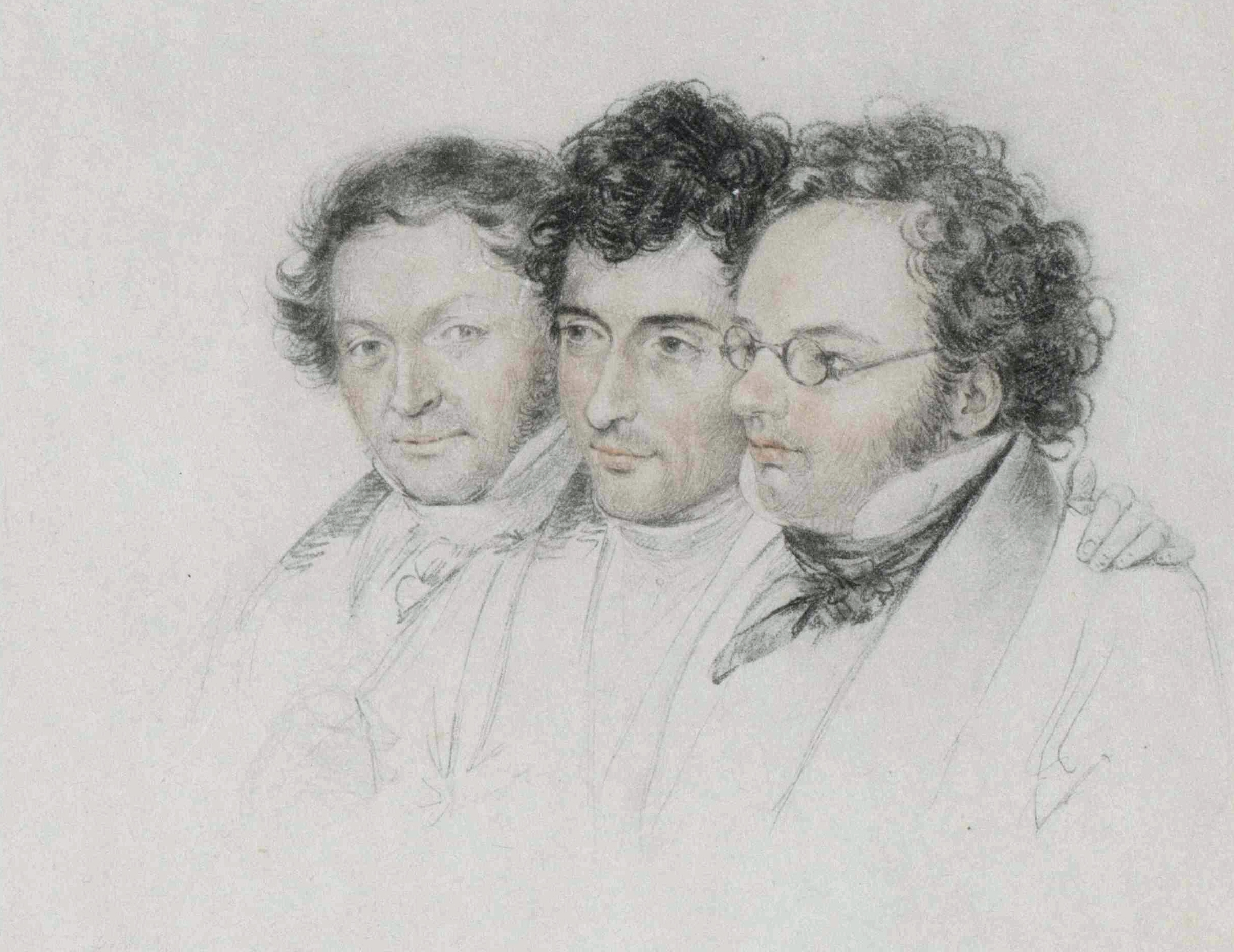
Jenger, Anselm Hüttenbrenner und Franz Schubert, Lithographie von Teltscher

Johann Baptist Jenger (* 23. März 1793 in Kirchhofen bei Freiburg; † 30. März 1856 in Wien) war ein österreichischer Beamter und Musiker aus dem Umfeld von Franz Schubert.

## Leben
Jenger war 1818–1825 als Adjunkt in der k. k. Feldkanzlei in Graz beschäftigt und engagierte sich im Vorstand des Steiermärkischen Musikvereins. Auch als Pianist und Organist ist Jenger hervorgetreten.
Seit seiner Versetzung nach Wien fungierte er als Vorstand der Kanzlei des dortigen Musikvereins. Er war Klavierbegleiter von Carl von Schönstein und musizierte auch oft mit Schubert oder in dessen Gegenwart. Auf Jenger, an den vom September und Oktober 1828 noch letzte Privatbriefe Schuberts überliefert sind, geht die Organisation eines musikalischen Abends mit der Darbietung von Schuberts letzten drei Klaviersonaten und Liedern (am 27. September 1828 bei Dr. Ignaz Menz) zurück. Um 1830 verfasste Jenger eine biographische Skizze über Anselm Hüttenbrenner.
Eng befreundet war Jenger mit den Brüdern Hüttenbrenner und der Familie Marie, Karl und Faust Pachler in Graz sowie der Burgschauspielerin Sophie Müller und dem Zeichner und Lithographen Joseph Teltscher.

## Weblink
- Porträt-Daguerreotypie